# 낙관적 편향
낙관적 편향 ( Optimism bias ) 은 인지 편향의 하나로 사람들이 부정적 사건을 경험하지 않을 것이라고 믿는 상태를 말한다.  이것은 '비현실적 낙관주의' 또는 '비교 낙관주의' 라고도 불린다.
실례로는 사람들이 범죄 피해자가 될 위험이 적다고 생각하는 것, 흡연자가 폐암같은 질병을 걸릴 수 있다고 믿지 않는 것,  처음 시도하는 번지 점프때 사고를 당하지 않는다고 믿는 것, 주식 거래를 할 때 시장에서 손실을 입지 않을 것이라고 생각하는 것등이 있다. 